# Etničke grupe Bugarske
Etničke grupe Bugarske: 7.584.000. Preko 30 naroda.
- Albanci:
  - Gegi	2.900
- Arapi	4.900
- Armenci 8.900
- Aromuni (Vlasi; bez Karakačana) 11.000
- Britanci	800
- Bugari	6.137.000
- Čerkezi:
  - Adigejci	500
- Česi	1.100
- Francuzi	200
- Gagauzi	1.300
- Grci	7.200
- Karakačani	4.600
- Krimski Tatari	5.800
- Kurdi (sjeverni)	200
- Makedonci 1.600
- Millet	96.000, danas dijelom kršćani
- Nijemci	800
- Palitiani, 900 bugarski bogumili
- Poljaci	1.100
- Pomaci	72.000
- Portugalci	100
- Romi (razne skupine: Kalderaši, Zargari, itd.)
- Rumunji	5.300
- Rusi 16.000
- Srbi	700
- Španjolci 3.500
- Talijani	300
- Turci 631.000
- Ukrajinci 1.700
- Vijetnamci 1.800
- Židovi (bugarski) 3.100 govore bugarski.

Razni izvori govore o nekoliko stotina do nekoliko tisuća Hrvata i osoba hrvatskog podrijetla.